# Austin et Morris 1100 / 1300
L'Austin - Morris 1100 / 1300, connue sous le nom de code "ADO 16", est une voiture automobile produite de 1962 à 1974 par le constructeur anglais British Motor Corporation (BMC) jusqu'en 1968, puis British Leyland jusqu'en 1974.
L'acronyme ADO signifie Austin Drawing Office (bureau d'études Austin) et est suivi d'un Numéro de projet. ainsi la légendaire mini est codée ADO15 et sa grande sœur, la 1800 que l'humour anglais a surnommée Landcrab (crabe terrestre ou crabe des cocotiers) est numérotée ADO 17, la numérotation se faisant par ordre chronologique et n'étant pas corrélée à la puissance ou à la position dans la gamme.
La gamme ADO 16 a été commercialisée dans plusieurs pays sous de nombreuses marques : 
- Austin : 1100, 1300 & 1300 GT,
- Austin : 11/55[3], America, Apache, De Luxe, Glider et Victoria,
- Innocenti : Austin I4 & Austin I4S [4],
- Innocenti IM 3 & IM3S [4],
- Innocenti I5,
- MG : 1100, 1275 & 1300,
- MG : Princess[5], Sports Sedan[3], 1100S et MG-S 1300,
- Morris : 1100, 1300 & 1300 GT,
- Morris: 11/55[5], 1100S, Marina [3] et Marina GT,
- Riley : Kestrel, Kestrel 1275, Kestrel 1300 & 1300[6],
- Vanden Plas : Princess 1100, Princess 1275 & Princess 1300,
- Wolseley : 1100, 1275 & 1300,
- Wolseley : 11/55 [3] & Wesp [3].

Produit à plus de 2 millions d'exemplaires pendant douze ans en Grande-Bretagne, mais aussi en Espagne et en Italie, l'ADO 16 est un des plus grands succès du groupe britannique BMC / British Leyland, après la Mini.

## Historique du modèle

### Le projet
Alec Issigonis avait créé la Mini en 1959 et ce fut une révolution alliée à un véritable succès commercial.
Fidèle au dicton « On ne change pas une équipe qui gagne », Issigonis est chargé de concevoir un véhicule de taille supérieure, une petite berline familiale que l'on qualifierait de « compacte » en ce début de XXIe siècle.
Pour créer la nouvelle voiture, baptisée ADO 16, il reprend toute l'architecture et la mécanique de la Mini à laquelle il ajoute deux portières de 67 cm de longueur pour faciliter l'accès à bord, tellement critiqué sur la Mini. La voiture est donc très basse mais son habitabilité est satisfaisante, voire avantageuse par rapport aux modèles existants. Malgré un pédalier très décalé sur le centre, le comportement de la voiture se révèle très sûr, sans roulis ni tangage. Les suspensions utilisent le système "Hydrolastic" de la Mini mais avec un réglage plus doux qui assure un confort assez moelleux. Seule la motorisation, issue de celle de la Mini, (le constructeur britannique ne roulant pas sur l'or ne pouvait pas financer un nouveau moteur), n'est pas à la hauteur avec une puissance trop faible pour assurer à la voiture une bonne allure sur route de montagne et des reprises en toute sécurité.

### Contexte de l'époque
Dès le lendemain de la Seconde Guerre mondiale, tous les pays vont connaître une reprise économique plus ou moins rapidement mais chaque pays a protégé son économie et ses entreprises en appliquant de forts droits de douane sur les produits importés. La France, toujours à la pointe en ce domaine, taxait à 150% les automobiles importées en 1931...
C'est pour éviter ces coûts insupportables que les constructeurs automobiles ont créé des filiales dans certains pays étrangers accueillants ou délivré des licences à de petits constructeurs locaux ailleurs.

### Chronologie du modèle
- Mars 1962 - Les premières Morris 1100 et MG 1100 sont produites à Cowley en Grande-Bretagne.
- 15 août 1962 - Lancement de la Morris 1100 quatre portes en Grande-Bretagne et deux portes pour l'exportation uniquement. Deux niveaux de finition sont disponibles : Standard et Deluxe.
- août 1962 - La Morris 1100 quatre portes est importée au Danemark sous le nom de Morris Marina (ADO16). Les voitures ont été importées par DOMI (Dansk Oversøisk Motor Industri A/S), agent danois de Morris, qui devait ajouter, avant livraison, des répéteurs de clignotants latéraux, exigence du code la route comme en Italie.
- 2 octobre 1962 - Lancement de la berline MG 1100 à quatre portes en Grande-Bretagne. Comme la Morris 1100, la version deux portes était réservée à l'exportation. La MG 1100 disposait d'un moteur plus puissant (55 Ch) et d'un habitacle plus luxueux.
- Novembre 1962 - Les deux modèles disposent du hayon arrière.
- Février 1963 - L'assemblage en CKD de la Morris 1100 Deluxe à quatre portes débute chez Dominion Motors, Newmarket, Auckland Nouvelle-Zélande .
- Avril 1963 - La MG 1100 est lancée au Salon International de l'automobile de New York et commercialisée sous le nom MG Sports Sedan. Elle est équipée d'un moteur 1 100 cm3 développant 55 Ch et est disponible en version berline à deux ou quatre portes[7].
- Avril 1963 - Lancement, en Italie, de l'Innocenti IM 3 quatre portes, produite sous licence dans l'usine Innocenti de Milan, avec plusieurs éléments différents comme la face avant, l'ajout une trappe à essence, les pare-chocs et un habillage intérieur de qualité nettement supérieure. le moteur était le 1 100 cm3 britannique mais équipé d'un carburateur double corps HS2. Le sigle "IM" était l'abréviation de "Innocenti-Morris", bien que les initiales "JM" aient souvent été aussi utilisées. Le modèle "IM 3" est le troisième modèle BMC adapté et fabriqué en Italie par Innocenti.
- Mai 1963 - Les premières Morris 1100 quatre portes fabriquées sous licence en Afrique du Sud à Blackheath, Le Cap, sont commercialisées dans les versions Standard et Deluxe, identiques à celles du Royaume-Uni. Construit à Blackheath, Le Cap[8]. À partir d'août 1963, les modèles MG 1100 produits localement sont également disponibles[9].
- Septembre 1963 - Lancement de l'Austin 1100 quatre portes, semblable au Morris 1100 mais avec une calandre traditionnelle à 8 barres et le logo Austin sur le capot. L'intérieur reçoit des garnitures et un tableau de bord différents[10].
- Octobre 1963 - La Vanden Plas Princess 1100 quatre portes est présentée au London Motor Show pour tester les réactions du public[11]. À cette occasion toute la gamme Austin Morris 1100 voit la position du réservoir de lave-glace déplacée pour lui éviter de geler durant l'hiver.
- Novembre 1963 : Les tapis de sol sont remplacés par des tapis de caoutchouc.
- 17 février 1964 - Lancement de la Morris 1100 Deluxe quatre portes en Australie. Pas moins de 47 points ont été modifiés pour homologuer le modèle en Australie, même l'aménagement intérieur a été traité de façon plus luxueuse, comme les versions Innocenti italiennes. Une banquette fait son apparition à l'avant avec le frein à main déplacé coté portière du conducteur[12].
- Février 1964 - La production en CKD de l'Austin 1100 de luxe à quatre portes débute chez Lincoln & Nolan, East Road, East Wall à Dublin en Irlande[13].
- Printemps 1964 - La production de la Vanden Plas Princess 1100 débute[11], modèle luxueux haut de gamme avec tableau de bord en placage de noyer et tablettes au dos des sièges avant, sellerie cuir Connolly, tapis de sol Wilton et des garnitures en tissu.
- Hiver 1964/65 - Lancement de la MG Princess quatre portes aux États-Unis. Seulement 154 voitures Vanden Plas Princess 1100 seront vendues, rebadgées MG.
- Mars 1965 - Le chauffage est enfin disponible en série sur les modèles Austin - Morris Deluxe[14]
- Juin 1965 - British Motor Corporation et Nueva Montaña Quijano (NMQ) créent une JV à 50% Authi (Automoviles de Turismo Hispano Ingleses) pour produire en Espagne les modèles britanniques sous licence.
- Septembre 1965 - Lancement des Wolseley 1100 et Riley Kestrel à quatre portes, similaires à la MG 1100 mais disposant de sièges en cuir en série.
- Octobre 1965 - Les modèles Austin et Morris proposent la transmission automatique en option.
- 1965 - Les modèles italiens Innocenti sont désormais équipés de carburateurs double corps italiens Dell’Orto FZD en remplacement des carburateurs britanniques S.U. HS2.
- Mars 1966 - Lancement des versions Morris 1100 Traveller et Austin 1100 Countryman, petits breaks 3 portes, au Salon de l'automobile de Genève.
- Mai 1966 - Les dossiers des sièges avant inclinables des modèles de la gamme 1100 sont enfin offerts en option.
- août 1966 - En Italie, Innocenti lance le modèle IM 3S.
- Juin 1966 - Longbridge présente une version à hayon à cinq portes de la Morris 1500 australienne, connue sous le nom de Nomad. Ce modèle sera commercialisé en Australie à partir de juin 1969 mais ne sera jamais vendu au Royaume-Uni.
- Décembre 1966 - La société British Motor Holdings Limited est créée à la suite du rachat par British Motor Corporation de Jaguar et de Pressed Steel Company.
- Décembre 1966 - Lancement de la production de l'Authi Morris 1100 et sa commercialisation débute en janvier 1967[15].
- Mars 1967 - Le constructeur britannique fête le 1er million de modèles ADO16 produit.
- Mai 1967 - La Wolseley 1100 quatre portes est lancée en Afrique du Sud équipée d'un moteur HSU de 1 098 cm3 développant seulement 50 Ch. Les Austin 1100 Countryman et Morris 1100 Traveller, modèles strictement identiques à ceux fabriqués au Royaume-Uni sont également fabriqués localement.
- Juin 1967 - Le moteur 1 275 cm3 est enfin proposé en option sur les modèles MG, Riley, Vanden Plas et Wolseley, avec un carburateur simple corps, développant 58 Ch. Ces moteurs portent les codes usine 402 MG 1275 pour les modèles 4 portes et 162 MG 1275 pour les modèles 2 portes[16] and 825 Vanden Plas Princess 1275[17].
- Automne 1967 - La Vanden Plas Princess 1275 est remplacée quelques semaines après son lancement par la Vanden Plas Princess 1300[18].
- Octobre 1967 - Lancement des modèles 1100 Mark II, à roues ventilées et avec répéteurs latéraux des clignotants intégrés dans les ailes avant. L'aménagement intérieur a été entièrement revu. Les modèles Austin et Morris ont bénéficié d'une face avant modernisée avec une calandre plus large. Les logos Austin et Morris sont déplacés du capot vers la calandre. Les versions Estate sont affublées d'un habillage latéral en faux bois. Les modèles 1300, similaires aux 1100 Mark II sont lancés avec un moteur de 1 275 cm3, développant 58 Ch. Les modèles Morris, Austin et MG 1300 sont disponibles en deux et quatre portes tandis que les modèles Riley, Vanden Plas et Wolseley ne proposent que la version quatre portes. Les modèles MG, Riley, Vanden Plas et Wolseley sont disponibles avec une transmission automatique en option. Une version décapotable Jensen a été présentée au London Motor Show, basée sur l'Austin 1100 Countryman. La gamme des modèles disponibles en Grande-Bretagne a plus que doublé pour atteindre 29 modèles :
  - Austin 2 portes : 1100 et 1300, Deluxe et Super Deluxe (4 modèles),
  - Austin 4 portes : 1100 et 1300, Deluxe et Super Deluxe (4),
  - Austin Countryman Estate : 1100 et 1300 (Super Deluxe) (2),
  - MG 2 portes : 1300 (1),
  - MG 4 portes : 1100 et 1300 (2),
  - Morris 2 portes : 1100 et 1300, Deluxe et Super Deluxe (4),
  - Morris 4 portes : 1100 et 1300, Deluxe et Super Deluxe (4),
  - Morris Traveller Estate : 1100 et 1300 (Super Deluxe) (2),
  - Riley Kestrel 4 portes : 1100 et 1300 (2),
  - Wolseley 4 portes : 1100 et 1300 (2),
  - Vanden Plas Princess 4 portes : 1100 et 1300 (2).

- Octobre 1967 - Arrêt de la production de la MG Sport et de l'Austin 1100 au Royaume-Uni.
- Novembre 1967 - Un lot unique de 50 camionnettes 1100 a été produit. Le modèle n'a jamais été mis en production.
- Fin 1967 - L'assemblage en CKD de la Morris 1100 dans l'usine BMC de Umtali en Rhodésie est arrêté en raison des sanctions économiques imposées par les Nations unies contre le pays en 1965.
- Janvier 1968 - British Leyland prend le contrôle de British Motor Holdings Limited et commence à réduire la gamme. Le premier modèle abandonné est la Riley Kestrel 1100[19].
- Janvier 1968 - En Afrique du Sud, les Austin 11/55, Morris 11/55 et Wolseley 11/55 sont équipées d'un moteur de 1 098 cm3 développant 54 Ch avec un carburateur simple corps, remplaçant les moteurs Austin et Morris 1100 Deluxe et Wolseley 1100. Les modèles Austin 1100 Country Countryman Estate, Morris 1100 Traveller Estate, Austin et Morris 1100 Standard, conservent un moteur de 50 Ch[5],[20].
- Janvier 1968 - Lancement en Espagne de l'Authi MG 1100 quatre portes avec le moteur à double carburateur de 55 Ch avec l'aménagement intérieur conçu par Innocenti[21].
- Février 1968 - La gamme Austin / Morris passe de dix à huit modèles. Les modèles supprimés sont la 1300 deux portes Deluxe et la 1300 quatre portes Deluxe[22] ainsi que la Wolseley 1100[19].
- Mars 1968 - La gamme Austin / Morris est à nouveau simplifiée et passe de huit à cinq modèles. Les modèles abandonnés sont les 1100 Super Deluxe deux portes, 1100 Deluxe quatre portes et 1100 Estate[23] Les Vanden Plas Princess 1100 et MG 1100 quatre portes sont aussi abandonnés[19].
- Mars 1968 - En Espagne, lancement de l'Authi Morris 1100 Traveller 3 portes.
- Avril 1968 - Les modèles MG 1300 deux portes, Riley Kestrel 1300 quatre portes et Wolseley 1300 quatre portes sont désormais équipés du moteur SU 65 Ch en remplacement du moteur 56 Ch[19] Le modèle MG 1300 quatre portes est abandonné.
- Mai 1968 - Aux États-Unis, lancement de l'Austin America deux portes équipée du moteur 1 275 cm3 développant 58 Ch avec boîte de vitesses automatique. La boîte manuelle est disponible uniquement sur demande[24].
- Juin 1968 - Sans aucune annonce officielle, une version plus puissante à deux carburateurs du moteur BMC de 1 275 cm3 est adaptée aux versions avec boîte de vitesses manuelle des modèles MG, Riley, Wolseley et Vanden Plas. Les versions à transmission automatique ont conservé le moteur précédent[25].
- Juillet 1968 - En Afrique du Sud, la MG 1100S à quatre portes équipée du moteur 1 098 cm3 de 58 ch avec carburateur double corps HS2 remplace le MG 1100. L'équipement s'enrichit du compte tours et d'un radiateur d'huile en série[20],[26].
- Septembre 1968 - Lancement en Espagne de l'Authi Morris 1300 quatre portes, carrosserie Mark II, qui remplace l'Authi Morris 1100.
- Septembre 1968 - Lancement des versions Mark II des Austin 11/55 et Wolseley 11/55. Les anciennes Austin 1100 Countryman Estate, Morris 1100 Traveller Estate, Morris 11/55, Austin et Morris 1100 Standard sont supprimées.
- Octobre 1968 - Lancement des MG 1300 Mk.II [27],[28] et Riley 1300 Mk.II, sont équipées d'un moteur de 70 Ch, remplaçant le moteur de 65 Ch. Le nom Kestrel est supprimé du modèle Riley qui s'appelle désormais Riley 1300 Mk.II. Les modèles Wolseley 1300 Mk.II et Vanden Plas Princess 1300 conservent le moteur de 65 Ch[19]. Les modèles MG, Riley et Wolseley sont mis à jour avec un nouvel intérieur qui comprend un accoudoir central sur la banquette arrière.
- Octobre 1968 - La version espagnole Authi MG 1300 bénéficie d'un carburateur double corps portant la puissance à 65 Ch et d'une carrosserie intégrant les évolutions Mark II. Elle remplace l'Authi MG 1100[29].
- Janvier 1969 - Les évolutions Mark II sont introduites sur la MG 1100S.
- Février 1969 - En Espagne, l'Authi Morris 1300 Traveller 3 portes remplace l'ancienne Authi Morris 1100 Traveller.
- Avril 1969 - Toute la gamme espagnole Authi bénéficie (enfin) de la boîte de vitesses à 4 rapports tous synchronisés.
- Juin 1969 - En Australie, la production de la Morris 1100 est arrêtée et remplacée par la Morris 1300 automatique. La Morris 1500 bénéficie des évolutions Mark II et la Morris Nomad 5 portes adopte le hayon arrière[30] Environ 90 000 exemplaires ont été fabriqués dans l'usine BMC Zetland, New South Wales[31]. Les modèles 1300 & 1500 ont reçu le code usine YDO15 et les modèles Nomad YDO9[32].
- Juillet 1969 - La marque Riley disparaît tout comme le dernier modèle 1300 Mk.II[19].
- Juillet 1969 - British Leyland rachète 51% de la société espagnole NMQ, son associé dans Authi ce qui permet à B.L. de détenir 76% d'Authi.
- Septembre 1969 - Lancement en Afrique du Sud des versions automatiques des Austin 11/55 & Wolseley 11/55[33].
- Septembre 1969 - Début le la production de British Leyland Automotores de Chile S.A.. Lancement de la carrosserie en fibre de verre de la MG 1300 deux portes dans l'usine d'Arica au Chili avec une commercialisation fin 1970.
- Octobre 1969 - Lancement des modèles Austin 1300 GT et Morris 1300 GT 4 portes au Salon de l'automobile de Londres équipés du même moteur (1 275 cm3 avec carburateur double corps développant 70 Ch) que celui de la MG 1300 Mk.II[19].
- Octobre 1969 - Début de l'assemblage en CKD de l'Austin 1300 Super Deluxe dans l'usine IMV - Industrija Motornih Vozil de Novo Mesto, dans l'actuelle Slovénie.
- Décembre 1969 - Arrêt de la fabrication de la MG 1100S.
- Juillet 1970 - En Italie, Innocenti lance le modèle J5 quatre portes pour remplacer les Innocenti IM3S, Innocenti J4 & J4S[34].
- Octobre 1970 - Création de New Zealand Motor Corporation (NZMC) fruit de la fusion de 5 sociétés : Dominion Motors Ltd, Magnus Motors Ltd, Seabrook Fowlds Ltd, David Crozier Ltd et P.H. Vickery Ltd[35].
- Janvier 1971 - Lancement en Espagne de l'Austin 1300 Mk.II pour remplacer l'Authi Morris 1300. Présentation de l'Austin 1300 Countryman remplaçant l'Authi Morris 1300 Traveler. Les marques Authi et Morris sont abandonnées.
- Avril 1971 - Lancement en (ex) Yougoslavie de l'IMV 1300 Special, copie de l'Austin 1300 Super Deluxe.
- Juillet 1971 - Le constructeur britannique fête les 2 millions de modèles ADO16 produits[36].
- Août 1971 - Les modèles Morris 1100 et 1300 GT sont supprimés et remplacés par la Morris Marina. La production des Morris 1300 et Traveler est poursuivie[19],[37].
- Septembre 1971 - Lancement des versions Mark III[38]. La production des modèles Morris 1300[37] et MG 1300 MkII est arrêtée en Grande-Bretagne[19]. Les modèles restant au catalogue sont : Austin 1100 deux portes Deluxe, 1100 quatre portes Super Deluxe, 1300 deux & quatre portes Super Deluxe, 1300 GT et 1300 Countryman Estate, Morris 1300 Traveller estate, Wolseley 1300 Mk.II et Vanden Plas Princess 1300. Les modèles Morris 1100 & 1300, identiques aux modèles Austin et MG 1300 sont disponibles à l’exportation.
- Septembre 1971 - En Espagne, lancement de la MG-S 1300 quatre portes avec un tableau de bord à 3 cadrans identique à la MG 1300 Mk.II anglaise, intérieur toujours conçu par Innocenti et moteur de 65 Ch remplaçant l'ancien moteur de l’Authi MG 1300.
- Septembre 1971 - Le modèle Morris Marina remplace l'ancienne Austin America.
- Novembre 1971 - En Afrique du Sud, l'Austin Apache 4 portes, dessinée par le carrossier italien Michelotti est lancée avec le moteur de 1 275 cm3 développant 62 Ch et remplace les modèles Austin 11/55 et Wolseley 11/55.
- Décembre 1971 - En Australie, arrêt de la fabrication des modèles Morris 1300 Automatique 4 portes, Morris 1500 4 portes et Morris Nomad 5 portes hatchback. Environ 29 000 exemplaires ont été produits[39], replacées par la Morris Marina. Environ 119 000 exemplaires de la gamme ADO16 et variantes ont été fabriqués en Australie.
- Avril 1972 - En Espagne, lancement de l'Austin 1100 4 portes en version Mark III.
- Mai 1972 - British Leyland rachète la totalité du capital du constructeur italien Innocenti et lance la nouvelle Innocenti J5. Au total, ce sont 65 808 exemplaires de la gamme ADO16 et variantes qui ont été fabriquées par Innocenti en Italie.
- Septembre 1972 - En Nouvelle-Zélande, lancement des modèles Austin et Morris Mark III en version Super Deluxe 1100, 1300 et 1300 automatiques, assemblées par NZMC, Newmarket, à Auckland[36].
- Octobre 1972 - En Espagne, lancement des Austin Victoria 4 portes, version locale de l'Austin Apache, avec deux niveaux de finition Standard et De Luxe, pour replacer l'Austin 1300. La fabrication des modèles Austin 1300 Countryman Estate et MG-S 1300 est arrêtée.
- Décembre 1972 - En (ex) Yougoslavie, IMV (Industrija Motornih Vozil)arrête la production de l'Austin 1300 Super Deluxe 4 portes à la suite des accords passés pour fabriquer des modèles Renault. Au total ce sont à peine 13 550 exemplaires Austin 1300 Super Deluxe 4 portes et 485 IMV 1300 Special qui ont été assemblés en CKD dans l'usine de Novo Mesto, en (ex) Yougoslavie.
- Avril 1973 - Lancement de la nouvelle Austin Allegro, remplaçante de toute la gamme des modèles ADO16. Les variantes ADO16 resteront encore en fabrication dans certains pays étrangers aux côtés de la nouvelle Allegro[40]. La production de la Morris 1300 Traveller Estate a été arrêtée tandis que la MG 1300 n'a plus été exportée[41].
- Mai 1973 - En Espagne, British Leyland augmente sa participation au capital d'Authi et passe de 76 à 98%.
- July 1973 - En Afrique du Sud, lancement de l'Austin Apache TC 4 portes équipée du moteur de 1 275 cm3 de 70 Ch en version MkIII.
- Août 1973 - Arrêt de la fabrication de la Wolseley 1300 Mk.II[19].
- Septembre 1973 - Au Chili, un gouvernement militaire prend le pouvoir à la suite du coup d'État qui a renversé le président Allende. En 1974, à la suite du plan de libre-échange libéralisant les importations, British Leyland ferme son usine d’Arica et devient importateur jusqu’en 1984. La fabrication de la MG 1300 est de fait arrêtée. Un total de 3 647 exemplaires de MG 1300 ont été construits à Arica, au Chili.
- Février 1974 - Arrêt de la fabrication de l'Austin 1300 Countryman Estate.
- Février 1974 - En Espagne, lancement de l'Austin De Luxe 4 portes équipée d'un nouveau moteur de 998 cm3 développant 54 Ch, et remplace l'Austin 1100.
- Juin 1974 - La fabrication de tous les modèles de la gamme ADO 16 encore en cours est arrêtée[40].
- Octobre 1974 - En Espagne, la situation financière de la filiale de British Leyland est catastrophique. B.L. avait tenté, sans succès, de revendre son usine de Pampelune à l'américain General Motors. Un incendie détruit en grande partie l'usine et B.L. décide de se retirer du pays.
- Mai 1975 - Toute fabrication est définitivement arrêtée en Espagne. Au total ce sont 95 355 exemplaires des modèles ADO16 et variantes qui ont été fabriqués par Authi.
- Novembre 1975 - En Nouvelle-Zélande, la production de tous les modèles Austin et Morris Mk.III est arrêtée. Ils sont remplacés par l'Austin Allegro[42]. Un total de 42.357 modèles ont été assemblés en CKD dans l'usine d'Auckland (Dominion Motors, NZMC) et Petone, Wellington (Associated Motor Industries, société appartenant à Austin Distributors 'Fédération) [35].
- Mai 1976 - En Afrique du Sud, lancement de l'Austin Apache 35 Automatic Limited Edition 4 portes, un seul lot de 300 véhicules[43].
- Juin 1976 - En Italie, deux ans à peine après le lancement du nouveau modèle Innocenti Regent, équivalent de l'Austin Allegro, British Leyland connaît une très grave crise financière et se désengage complètement de sa filiale Innocenti qui sera reprise, avec l'aide de l'État italien, par l'homme d'affaires italo-argentin, Alejandro de Tomaso, propriétaire de la marque automobile de sport du même nom. De Tomaso relance immédiatement la production des nouveaux modèles Mini Bertone mais devra se résigner à revendre Innocenti et Maserati au géant italien Fiat en 1990.
- 1977 - Arrêt de la production des modèles de la gamme ADO 16. Au total, ce sont 55 409 exemplaires de la gamme ADO16 et variantes qui ont été produits en Afrique du Sud.